# Classe Sauro (sous-marin)
Pour les articles homonymes, voir Classe Sauro.
La classe Sauro (ou classe Nazario Sauro) est une classe de sous-marins construite par Fincantieri pour la Marine italienne à la fin du XXe siècle.

## Liste de navires
| Pennant number | Nom                                | Lot | Chantier naval           | Numéro de coque | Pose de la quille | Lancement         | Mise en service   | Retrait du service |
| -------------- | ---------------------------------- | --- | ------------------------ | --------------- | ----------------- | ----------------- | ----------------- | ------------------ |
| S 518          | Nazario Sauro (it)                 | I   | Fincantieri (Monfalcone) | 4257            | 26 juin 1974      | 9 octobre 1976    | 1 mars 1980       | 30 avril 2002      |
| S 519          | Carlo Feccia di Cossato            | I   | Fincantieri (Monfalcone) | 4258            | 15 novembre 1975  | 16 novembre 1977  | 5 novembre 1979   | 1 avril 2005       |
| S 520          | Leonardo da Vinci                  | II  | Fincantieri (Monfalcone) | 4339            | 1 juillet 1976    | 20 octobre 1979   | 6 novembre 1982   | 30 juin 2010       |
| S 521          | Guglielmo Marconi                  | II  | Fincantieri (Monfalcone) | 4340            | 23 octobre 1979   | 20 septembre 1980 | 11 septembre 1982 | 1 octobre 2003     |
| S 522          | Salvatore Pelosi                   | III | Fincantieri (Monfalcone) | 4405            | 23 juillet 1985   | 29 novembre 1986  | 14 juillet 1988   | en service         |
| S 523          | Giuliano Prini (it)                | III | Fincantieri (Monfalcone) | 4406            | 30 juillet 1987   | 12 décembre 1987  | 17 mai 1989       | en service         |
| S 524          | Primo Longobardo (it)              | IV  | Fincantieri (Monfalcone) | 5878            | 19 décembre 1991  | 20 juin 1992      | 14 décembre 1993  | en service         |
| S 525          | Gianfranco Gazzana Priaroggia (en) | IV  | Fincantieri (Monfalcone) | 5879            | 12 novembre 1992  | 26 juin 1993      | 12 juin 1995      | en service         |